# Factor de estiba
Factor de estiba (también llamado coeficiente de estiba): Se define como factor de estiba a la relación entre el volumen ocupado y el peso de una determinada carga. En términos teóricos es la inversa del peso específico de una mercadería, pero este factor incluye la pérdida de espacio entre bulto y bulto para cargas generales o entre grano y grano para graneles; por eso, el factor de estiba tiene un valor mayor que la cifra de la inversa del peso específico de la mercaderías.
El factor de estiba de un producto varía en función de múltiples variables. Por ejemplo, en granos, el contenido de humedad, la procedencia o la variedad vegetal de que se trate; en fardos o balas (fardos de algodón o lana), de las características de cada máquina enfardadora.
{\displaystyle F_{e}={\frac {Volumen}{Peso}}}
ó
{\displaystyle F_{e}={\frac {V}{P}}}

## En transporte marítimo
En transporte marítimo el concepto de factor de estiba cobra especial relevancia por la siguiente equivalencia:
1 tonelada de agua dulce ocupa 1 metro cúbico de volumen. Dicho de otra manera el factor de estiba del agua dulce es
{\displaystyle Fe=1{\frac {m^{3}}{Tm}}}
o aproximadamente
{\displaystyle Fe=36{\frac {p^{3}}{LTon}}}
Según se emplee el sistema métrico decimal o el sistema inglés se tendrá el Factor de estiba en metros cúbicos por tonelada métrica o pies cúbicos por tonelada inglesa.
Dado que los fletes marítimos se calculan por peso o volumen según lo que resulte mayor, la equivalencia descrita más arriba sirve de referencia para considerar si una carga se tarifa por peso o por volumen.
Toda carga cuyo factor de estiba sea superior a 1 o 36 (en el sistema métrico o inglés, respectivamente) será considerada carga de volumen, porque ocupa un volumen mayor de lo que ocuparía su peso en agua.

### Factor de estiba ideal
Se denomina factor de estiba ideal para una determinada embarcación al factor de estiba que debería tener una mercancía ideal que lograra completar la totalidad de los espacios de carga haciendo que el buque alcance a su vez su calado máximo.
{\displaystyle Fei={\frac {Vtc}{PN}}}
Donde:
- Fei = Factor de estiba ideal.
- Vtc = Volumen total de los espacios de carga.
- PN = Porte neto de la embarcación

## En transporte aéreo
En transporte aéreo, sin embargo, se utiliza el coeficiente de estiba aérea o coeficiente de estiba IATA, que hace que 6.000 cm³ de volumen de una mercancía equivalgan a 1 kg del llamado «peso de volumen», Pv
{\displaystyle Pv={\frac {a*b*c}{6000}}}
Donde: a, es la longitud máxima exterior del bulto en cm; b, es la anchura máxima exterior del bulto en cm; y c, es la altura máxima exterior del bulto, en cm.
Cuando una mercancía llega al aeropuerto se pesa en la báscula y se obtiene su «peso báscula» o peso real. Por otra parte, se cubica y se divide por el coeficiente IATA, con lo que se obtiene su «peso de volumen». Se comparan los dos y el mayor se convierte en «peso tarifario», es al que se le aplican las tarifas. Así, el «peso tarifario» está relacionado con la naturaleza pesada o ligera de la carga y se obtienen fletes razonablemente más bajos para mercancía ligera.